# Семёновский сельский совет (Запорожская область)
Семёновский сельский совет (укр. Семенівська сільська́ ра́да) — административно-территориальная единица Мелитопольского района Запорожской области Украины.
Административный центр сельского совета находится в селе Семёновке.
По территории сельсовета протекают река Молочная.

## Сёла Семёновского сельсовета
Семёновскому сельсовету подчинено 4 села:
| № п/п | Название  | Население, чел. | Территория, кв.км | Плотность населения, чел./кв.км |
| ----- | --------- | --------------- | ----------------- | ------------------------------- |
| 1.    | Семёновка | 2 869           | 4.71              | 609                             |
| 2.    | Обильное  | 512             | 0.98              | 522                             |
| 3.    | Тамбовка  | 368             | 1.11              | 332                             |
| 4.    | Ровное    | 308             | 0.208             | 1100                            |